# Friedrich Bährens
Johan Christoph Friedrich Baehrens (Meinerzhagen, 1 de marzo de 1765 - Schwerte, 16 de octubre de 1833) fue un consejero privado, médico, pastor, científico natural y erudito alemán.

## Juventud
Friedrich Baehrens nació en Meinerzhagen, hijo del predicador y rector Conrad Heinrich Baehrens. Su madre, la hija de un pastor, Johanna Dorothea nacida Glaser murió en 1772 cuando Baehrens tenía solo siete años. A instancias de su madrina, fue a la escuela en Hagen, Gummersbach y finalmente en Lennep, donde fue animado por el humanista y publicista Gottlieb Erdmann Gierig (1752-1814). De 1784 a 1786 estudió teología y filosofía en Halle an der Saale y se doctoró en filosofía allí.

## Pedagogía en Meinerzhagen
Bährens regresó a Meinerzhagen con el objetivo de fundar una escuela pedagógica y brindar allí a niños y niñas una educación de calidad. Esto lo puso en conflicto con su padre, quien también enseñaba y temía por sus ingresos. La disputa terminó en los tribunales. Bährens estaba a punto de darse por vencido y abandonar la ciudad, pero se le instó a quedarse. En 1786, abrió su instituto pedagógico, Thepunch garden, para futuros ciudadanos del mundo. Ofrecía una amplia educación con instrucción en latín, griego, francés, hebreo, italiano, árabe, religión, historia natural, ciencias naturales, historia mundial, estilo epistolar, teoría del arte, retórica, filosofía, contabilidad, numismática, geometría y aritmética. En su apogeo, 30 estudiantes, algunos de los cuales eran de fuera, asistieron a la escuela pedagógica, lo que era un éxito notable para la época. Sin embargo, los problemas económicos y la prolongada enfermedad hepática de Bähren, que impidió las clases durante semanas, sumieron a la escuela en una crisis de la que nunca se recuperaría. En cambio, el ministro de Estado von Woellner envió a Baehrens a Schwerte.

## Traslado a Schwerte
En 1789, Bährens asumió el cargo de tercer predicador en la congregación luterana de la iglesia de San Víctor en Schwerte. Asociado a esto estaba la oficina del rector en la escuela latina. Esto permitió a Bährens continuar enseñando, pero al mismo tiempo recibió un salario seguro. El concepto de Meinerzhagen también demostró su valor en Schwerte, la escuela creció, y solo Bährens enseñaba diez materias. Aceptaba estudiantes necesitados en la escuela de forma gratuita. Sin embargo, con el éxito, también hubo gente envidiosa, especialmente su predecesor Wulfert, quien fundó otra escuela como competidora en el condado sureño de Mark. En 1796, los oponentes de Baehrens lograron arruinar su escuela latina. Sin embargo, el daño para él mismo fue limitado, ya que continuó enseñando a estudiantes privados hasta el final de su vida.

## Personalidad polímata.

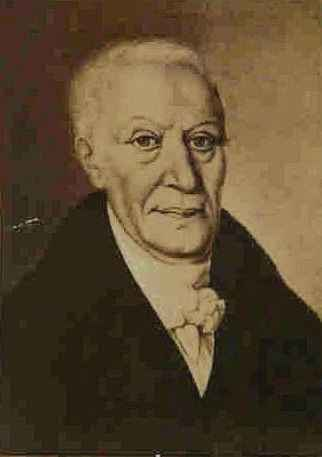
Bährens como Hofrat

### Médico
Además de sus actividades docentes, Bährens seguía una práctica médica; Amplió cada vez más esta actividad y se doctoró en medicina en 1798. En 1802 realizó la primera vacunación contra la viruela de la población de Schwerte y alrededores. Se hizo un nombre como médico de los pobres y los trató de forma gratuita. En su libro sobre "Magnetismo animal", describió sus esfuerzos para curar a los pacientes mediante la imposición de manos (magnetización). Este método fue muy controvertido en el área de Dortmund/Schwerter y provocó severas críticas a Baehrens.

### Naturalista e inventor
También investigó en muchas otras áreas, por ejemplo inventó el "Bährens'sche Boussole", un instrumento para uso en astronomía y topografía. Estaba muy interesado en el magnetismo y también en la molienda de vidrio y desarrolló una máquina electrificadora mejorada.

### Publicista
Bährens publicó una cantidad casi inmanejable de escritos y libros médicos, teológicos, filosóficos, educativos, históricos y económicos; sus temas van desde un libro de texto como "Leer correctamente los clásicos griegos y latinos" hasta las "Instrucciones sobre cómo preparar el centeno integral de Westfalia de la mejor manera y cómo hornearlo sabroso y saludable". Tradujo del griego y del latín, escribió libros de texto para sus alumnos y escribió textos para el Westfälisches Anzeiger. Bährens publicó el "Westfälische Anzeiger" y el "Bergisches Archiv" y fue uno de los publicistas más importantes de su tiempo. 
Fue perseguido por su actitud crítica hacia la ocupación de las provincias occidentales de Prusia por parte de Napoleón.

### Alquimista y esoterista
Bährens se interesó por la alquimia desde temprana edad. Junto con Karl Arnold Kortum, fundó la "Sociedad Hermética Alquímica" alrededor de 1796, que inicialmente constaba solo de los dos fundadores. Sus contactos se extendieron a la corte de Baden, donde mantuvo correspondencia con el médico personal del duque, Schrickel, entre otros. También mantuvo contactos con masones y rosacruces, pero su pertenencia a estas asociaciones no está documentada. Fue un apasionado representante del "magnetismo animal" creado por Messmer, estuvo en contacto con el médico berlinés Wolfarth y se consideraba un esoterista. También se prueban contactos con el círculo de swedenborgianos, cuyo representante más destacado era el administrador del distrito de Iserlohn en ese momento, Müllensiefen. Los intereses esotéricos de Bährens dispararon la imaginación de la población y llevaron a la formación de leyendas sobre su persona. Se decía que Bährens tenía la capacidad de bilocarse, y después de su muerte se dice que fue visto como fantasma varias veces.

### Pastor y maestro
Bährens se convirtió en el segundo, y en 1821 finalmente el primer predicador de la congregación luterana de San Viktor. En esta función se ocupó del sistema escolar en Schwerte y amplió las escuelas en los distritos de Geisecke, Villigst y Holzen y estuvo a cargo de la supervisión escolar. Junto con el predicador Haver, fundó una asociación de formación de canto para capacitar a su congregación en el canto de la iglesia. También se comprometió a unir a las congregaciones luterana y reformada en Schwerte; sin embargo, fracasó en esta tarea.
Durante muchos años también dirigió la Asociación Literaria del Condado de Mark, con miembros tan destacados como el administrador del distrito de Iserlohn Peter Eberhard Müllensiefen, el presidente de Westfalia Ludwig Freiherr von Vincke y el fabricante textil Friedrich von Scheibler.

### Concejal del Ayuntamiento
Como concejal de la ciudad, Bährens se hizo un nombre sobre todo construyendo carreteras y caminos. En 1818 asumió la presidencia de la comisión de carreteras. Bajo su liderazgo se pavimentaron las calles de Schwerte y se ampliaron los caminos de los barrios. Además, aseguró el bosque de la ciudad como propiedad municipal. Esto lo consiguió después de una batalla legal de un año en la corte contra particulares que reclamaron.

## Vida privada y familia

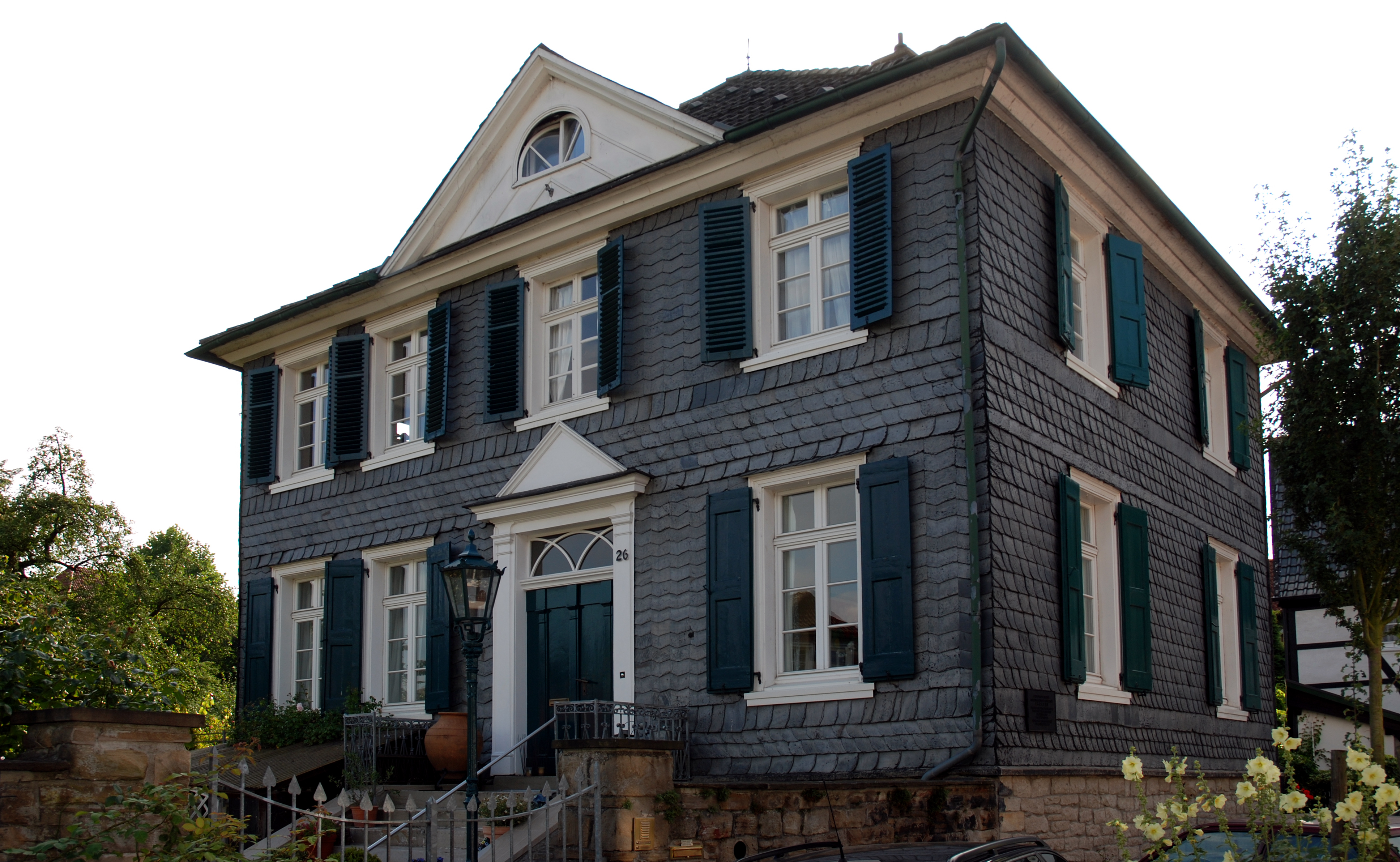
Catalogada como "Casa Bährens" en Schwerte, construida alrededor de 1810 como hogar para Bährens

Friedrich Behrens se casó con Christina Elisabeth Charlotte Weylandtel el 29 de mayo de 1787 todavía en Meinerzhagen, contra la voluntad de su padre. Tuvieron ocho hijos juntos. Su esposa apoyó a Bährens en sus investigaciones. Murió el día 17 de abril de 1810 por una enfermedad pulmonar. Bährens diseñó una lápida para ella hecha de piedra arenisca del Ruhr con una rosa grabada con espinas y la dedicatoria "So war she" que todavía se encuentra en el cementerio de St. Víctor.
Bährens murió el 16. octubre de 1833 a la edad de 68 años. Su tumba se encuentra en el actual Schwerter Stadtpark, que el propio Bährens inauguró en 1821 como cementerio.

## Honores
En 1812, el Gran Duque de Baden nombró a Behrens consejero privado de Baden. En 1833, poco antes de su muerte, el rey de Prusia le otorgó la Orden del Águila Roja. En 1952, el Instituto Friedrich-Bährens-Gymnasium (FBG) recibió su nombre. En Meinerzhagen, una calle lleva el nombre de Christoph Friedrich Baehrens y termina en el campus del Evangelisches Gymnasium.

## Obras
- Libro de texto para leer los clásicos griegos y latinos convenientemente. Henkel, Salón 1786
- Ensayo crítico y exegético sobre el salmo octavo. Halle 1785 - Freymüthige estudio del Orcus de los antiguos hebreos. Henkel, Salón 1786
- Mensaje a todos los filántropos y niños del público de Westfalia sobre la construcción de una escuela pedagógica en Meinerzhagen en el condado de Mark. Fráncfort/M. y Leipzig 1786
- Sobre el valor de la sensibilidad, especialmente en relación con las novelas. Además de una posdata sobre el valor moral de la sensibilidad de JA Eberhard. Gebauer, Salón 1786
- Isócrates ad Nicoclem oratio, graece; denuo latine vertit, notis illustravit, prolusionemque de vera scriptores classicos interpretandi ratione praemisit. Halle, sin año
- Sobre el patriotismo. pieza 1 Salón 1787
- Programa sobre la forma de determinar la felicidad humana. Colonia 1787
- Crestomatía alemana para la formación del gusto y del corazón, y con el propósito de traducir del alemán al francés. Herman, Fráncfort/M. 1788
- Programa sobre el espíritu de la época. Dortmund 1790
- Programas 1 y 2 sobre la formación progresiva del género humano. Dortmund, 1791
- Descripción de una nueva boussole astronómica=geométrica, que consta de una brújula, un reloj equinoccial=de sol, un cuadrante y un periscopio astronómico con nivel de burbuja y un trípode mejorado provisto de una tuerca, y con el que la hora, la línea del mediodía, la desviación de la aguja magnética, el Pols= ecuador= y la altura del sol, la desviación del sol y la verdadera posición horizontal de los lugares o la diferencia de la misma encontrada, también cada sowol to= como altura, profundidad y distancia inaccesibles, pueden ser medido y calculado con poco esfuerzo / por Johann Christoph Friedrich Baehrens, doctor en filosofía, maestro en artes liberales, evang. Lutero. Predicador y Rector en Schwerte, también miembro de varias sociedades. JE Hendels, Halle 1793.
- Sobre el valor inestimable de la redención del hombre por medio de Jesús. Colonia 1795
- La felicidad de la lealtad cívica. un sermón Dortmund 1796 Sobre el Grobbrod de Westfalia o el Pumpernickel. Dortmund 1797
- Sobre la única teoría verdadera de los fertilizantes naturales y artificiales. Blothe, Dortmund y Leipzig 1797
- De Scrimonia Ventricvli Acida: Disertación . Erlangen 1798 Digitalisat
- Instrucciones para preparar el pan integral de Westfalia de la mejor manera y hornearlo sabroso y saludable. Mallinckrodt, Dortmund 1800
- Proyecto de introducción filosófico-natural a la medicina. Schönian, Elberfeld y Leipzig; Büschler, Leipzig 1815.
- Sistema de abonos naturales y artificiales, 2. Ed., Dortmund y Leipzig 1801.
- Borrador de una introducción filosófica natural a la medicina, Leipzig 1815.
- Magnetismo animal y las curas causadas por él, Elberfeld y Leipzig 1816.